# Pulsioximetría

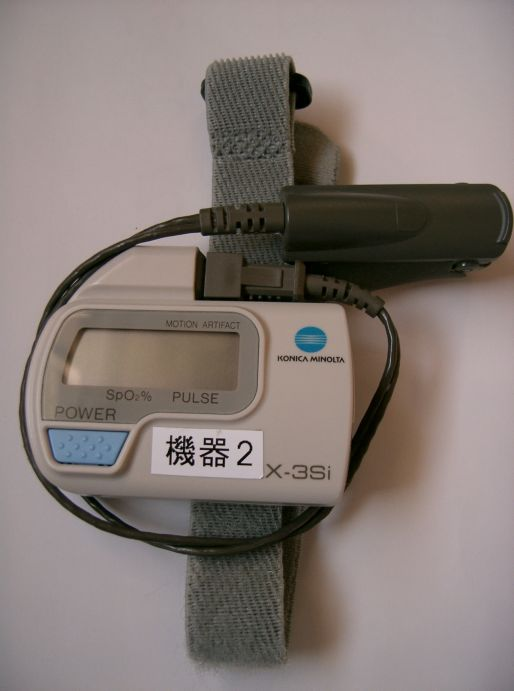
Pulsioxímetro.

La pulsioximetría es un método no invasivo, que permite determinar el porcentaje de saturación de oxígeno de la hemoglobina en sangre de un paciente con ayuda de métodos fotoeléctricos.
Para realizar esta técnica, se coloca el pulsioxímetro, en una parte del cuerpo que sea relativamente translúcida y tenga un buen flujo sanguíneo, por ejemplo los dedos de la mano o del pie o el lóbulo de la oreja. El pulsioxímetro emite luces con longitudes de onda, roja e infrarroja que pasan secuencialmente desde un emisor hasta un fotodetector a través del paciente. Se mide la absorbancia de cada longitud de onda causada por la sangre arterial (componente pulsátil), excluyendo sangre venosa, piel, huesos, músculo, grasa. Con estos datos será posible calcular la saturación de oxígeno en sangre.

## Historia
En 1935 Matthes desarrolló el primer dispositivo de longitud de onda para medir la saturación de oxígeno con filtros rojos y verdes, los cuales luego fueron cambiados a filtros rojos e infrarrojos. Este fue el primer dispositivo para la medición de la saturación de oxígeno. 
En 1949 Wood adicionó una cápsula a presión para exprimir la sangre fuera de la oreja y así obtener la puesta en cero en un esfuerzo por obtener la saturación absoluta de oxígeno cuando la sangre era readmitida. El concepto era similar al pulsioxímetro actual pero fue difícil de implementar debido a las fotoceldas y fuentes de luz inestables. Este método no fue usado clínicamente. En 1964 Shaw ensambló el primer oxímetro de medición absoluta usando ocho longitudes de onda de luz, comercializado por Hewlett Packard, su uso fue limitado a funciones pulmonares y a laboratorios de sueño, esto debido a su costo y tamaño.[cita requerida]
La pulsioxiometría fue desarrollada en 1974, por Takuo Aoyagi y Michio Kishi, bioingenieros de Nihon Kohden usando la relación de absorción de luz roja a infrarroja de componentes pulsantes en el sitio de medición. Un cirujano, Susumu Nakajima y sus asociados probaron por primera vez el dispositivo en pacientes, lo cual fue reportado en 1975. Este dispositivo fue comercializado por Biox en 1981 y Nellcor en 1983. Biox fue fundada en 1979 e introdujo el primer pulsioximetro en 1981. Biox se enfocó inicialmente en cuidados respiratorios, pero cuando descubrió que sus dispositivos estaban siendo usados en quirófanos para monitorear los niveles de oxígeno, Biox expandió sus recursos de mercadeo para enfocarse en quirófanos a finales de 1982. Un competidor, Nellcor (ahora parte de Covidien, Ltd.), comenzó a rivalizar con Biox por el mercado de los quirófanos en 1983.
Antes de la introducción de este dispositivo, la oxigenación de un paciente sólo podía ser medida por medio de gases en la sangre arterial, un único punto de medición, el cual toma algunos minutos de proceso en un laboratorio (en ausencia de oxigenación, los daños cerebrales comienzan en 5 minutos, con muerte cerebral posterior dentro de otros 10 a 15 minutos siguientes). Sólo en Estados Unidos fueron gastados 2 billones anuales en esta medición. Con la introducción de la pulsioximetría, fue posible la medición no invasiva y continua de la oxigenación del paciente, revolucionando la práctica de la anestesia y mejorando en gran medida la seguridad del paciente. 
En 1987, el estándar de cuidado para la administración de la anestesia general en los Estados Unidos, incluyó la pulsioximetría. El uso del pulsioxímetro se extendió rápidamente en el hospital, primero en quirófano y posteriormente en las salas de recuperación y unidades de cuidados intensivos. La pulsioximetría es de gran valor en la unidad de neonatos donde los pacientes precisan la determinación continua del nivel de oxigenación, pues pueden presentar efectos secundarios por exceso de oxígeno. 
En 2008, la precisión y capacidad del pulsioxímetro fue mejorada y se adoptó el término pulsioximetría de alta resolución (HRPO) por parte de MASIMO y Dolphin Medical. Un área de particular interés es el uso de la Pulsioxiometría en la realización de detección y pruebas de apnea del sueño de forma portátil y en casa.
En 2009, fue introducido el primer pulsioxímetro para la yema del dedo con conectividad Bluetooth por parte de Nonin Medical, permitiendo a los médicos monitorear el pulso y los niveles de saturación de oxígeno en sus pacientes. Este dispositivo permite que los pacientes puedan comprobar su estado de salud a través de registros en línea y el uso de sistemas de telemedicina para el hogar.

## Fundamentos físicos
El pulsioxímetro se sirve de diferentes longitudes de onda de la luz para diferenciar las moléculas de un fluido en función de sus propiedades; en nuestro caso, el objetivo es diferenciar la hemoglobina oxigenada (oxihemoglobina) de la desoxigenada (desoxihemoglobina) en sangre pulsátil.
La oxihemoglobina y la desoxihemoglobina son dos moléculas distintas que absorben y reflejan distintas longitudes de onda de luz. La oxihemoglobina absorbe la luz del espectro infrarrojo, y transmite las longitudes de onda del espectro rojo a través de ella; por el contrario, la desoxihemoglobina absorbe la luz del espectro rojo, y deja pasar la del infrarrojo. El espectrofotómetro del pulsioxímetro emite luz en el espectro rojo (660 nanómetros) y en el infrarrojo (920 nanómetros). Los dos tipos de ondas se transmiten a través de un lecho vascular pulsátil y se detectan en el extremo opuesto con un fotodetector (que también podría captar la luz reflejada y no la recibida, en cuyo caso se situaría en el mismo extremo de emisión), midiendo la cantidad de luz de cada longitud de onda recibida y transmitiendo la información a un ordenador mediante un impulso eléctrico. El procesador calcula, para cada longitud de onda, la diferencia entre la luz emitida y la recibida, indicándonos la cantidad de luz que ha absorbido la sangre pulsátil. Este dato nos sirve para calcular la relación de oxihemoglobina y desoxihemoglobina en circulación o, lo que es lo mismo, la saturación de la hemoglobina, mediante la siguiente fórmula: 
```
SaO
2
 = HbO
2
 / (HbO
2
 + Hb)
```

Donde HbO2 es la hemoglobina oxigenada, y Hb es la desoxigenada. 
Por otra parte, cabe mencionar que estos fundamentos físicos (basados en la ley de Beer-Lambert, según la cual la intensidad de luz transmitida por un cuerpo es igual a la intensidad de luz que incide multiplicada por una variable específica) no son estrictamente aplicables en el medio clínico. Los instrumentos de pulsioximetría requieren de correcciones empíricas a las que se llega mediante aplicación de la técnica a grandes poblaciones de individuos sanos, lo que permite conseguir un algoritmo mediante el cual el procesador interpreta la información obtenida a través de la medición.

## Indicaciones
El uso de la pulsioximetría es recomendable en situaciones donde la oxigenación del paciente puede ser inestable, como en las áreas de cuidados intensivos, o en el departamento de urgencias de un hospital. También se emplea la técnica para la evaluación de pacientes crónicos en atención primaria y en los pilotos que dirigen aeronaves despresurizadas.
Su uso se ha extendido en los últimos años en pruebas de esfuerzo en clínica, y en menor medida en el ámbito de la medicina deportiva. La combinación de la oximetría con la ergometría complementa la prueba de esfuerzo, gracias al control continuo de la saturación de oxígeno en el torrente sanguíneo. Esto es de suma importancia para el diagnóstico y valoración funcional del sistema respiratorio y circulatorio.
En casos de EPOC (enfermedad pulmonar obstructiva crónica), la pulsioximetría es útil en pacientes estables con enfermedad grave; en caso de empeoramiento de síntomas u otros signos de reagudización, es una herramienta que los pacientes pueden usar en casa para ayudarles en el manejo de su enfermedad bajo supervisión de sus médicos. Debe hacerse énfasis en que la pulsioximetría complementa (en vez de competir con) la espirometría en la evaluación de pacientes con EPOC. La espirometría continúa siendo el criterio de referencia para el diagnóstico y clasificación del estadio de la EPOC, mientras que la pulsioximetría ofrece un método de rápida evaluación especialmente del compromiso respiratorio de corto plazo. La pulsioximetría resulta útil como auxiliar en la toma de decisiones pero no sustituye a la evaluación clínica ni es suficiente para un diagnóstico en solitario. 
En casos de asma, la pulsioximetría complementa los medidores de flujo máximo en la evaluación de la gravedad de las crisis/empeoramientos asmáticos y la respuesta a un tratamiento.
En casos de infección respiratoria aguda (p. ej., neumonía extrahospitalaria, influenza, infecciones pulmonares relacionadas con el sida), la pulsioximetría es útil para evaluar la gravedad de la enfermedad y, junto con otros criterios, determinar si y cuándo remitir a pacientes para tratamiento ulterior.
En casos de dificultad para respirar en niños se utiliza en parte de la valoración clínica en niños con sospecha de infección significativa de las vías respiratorias y en parte de la valoración clínica en niños con asma agudo.

### Uso doméstico de la pulsioximetría
Existen también pulsioxímetros de uso doméstico, que son pequeños, fáciles de usar y funcionan con pilas o con baterías, aunque estos últimos suelen tener un precio más elevado. Incluso algunos relojes inteligentes han incorporado esta funcionalidad. En general, el objetivo es mantener la saturación de oxígeno por encima de 90 % en todas las actividades. El médico indicará el valor objetivo de saturación de oxígeno específico para el paciente, y la tasa de flujo regular que por lo general deberá mantener su saturación de oxígeno a dicho nivel.
El paciente podrá utilizar su oxímetro en reposo o durante la realización de actividades tales como caminar u otros ejercicios. Al averiguar cuál es la tasa mínima de su dispositivo de oxígeno portátil que le suministra su valor objetivo de saturación de oxígeno, podrá aumentar la duración de su suministro de oxígeno. Esto permitirá al paciente pasar más tiempo fuera de la casa, más tiempo entre resurtidos y más paz mental de que tendrá suficiente oxígeno disponible.
Un descenso repentino del nivel de oxígeno, por ejemplo durante un resfriado grave o la gripe, puede ser señal de problemas. Se debe consultar al médico si el ajuste normal de oxígeno ya no mantiene la saturación y el paciente se siente mal. Otras razones de alarma son una frecuencia de pulso alta en reposo superior a 100 o una frecuencia de pulso baja inferior a 40.
Durante una crisis respiratoria grave, es posible tener un nivel de oxígeno normal. Se debe buscar atención médica en caso de que tenga síntomas agudos de falta de aliento, sibilancias o mayor valor de la frecuencia del pulso, incluso aunque su saturación de oxígeno esté normal.

### Uso para la detección temprana del coronavirus SARS-CoV-2
En un artículo de opinión en el New York Times, el doctor Richard M. Levitan recomendaba el uso de un pulsioxímetro para detectar de forma temprana los casos de coronavirus SARS-CoV-2.

Hay una forma de identificar más pacientes que tienen neumonía Covid más pronto y tratarlos más efectivamente - y no requeriría esperar a una prueba de coronavirus en un hospital o en la oficina del doctor. Requiere la detección temprana de la hipoxia silenciosa a través de un dispositivo médico común que se puede comprar sin receta en la mayoría de las farmacias: un oxímetro de pulso.

## Interpretación y actuación
Saturación de O2 / PaO2 (presión arterial de oxígeno) 2 en mmHg:
- 100 %  : 288 mmHg

- 98,4 % : 100 mmHg

- 95 % : 80 mmHg

- 90 % : 59 mmHg

- 80 % : 48 mmHg

- 73 % : 40 mmHg

- 60 % : 30 mmHg

- 50 % : 26 mmHg

- 40 % : 23 mmHg

- 35 % : 21 mmHg

- 30 % : 18 mmHg

Existe un valor crítico:
- PaO2 60 mm de Hg que se corresponde con una saturación del 90 %, por debajo de la cual, pequeñas disminuciones de la PaO2 ocasionan desaturaciones importantes.

- Por el contrario, por encima del 90-95 %, grandes aumentos de la PaO2 no suponen incrementos significativos de la saturación de oxígeno.

El punto crítico que debe dar la señal de alarma es el de saturaciones inferiores al 95 % (inferiores al 90 o 92 % cuando existe patología pulmonar crónica previa) estos pacientes deben recibir tratamiento inmediato. 
Actuación según % de Saturación:
- Con una saturación de 95 %: Se recomienda no actuación inmediata.

- Con saturaciones entre 95-90 %: Tratamiento inmediato y monitorización de la respuesta al mismo, según esta, valorar derivación al hospital. Los pacientes con enfermedad respiratoria crónica toleran bien saturaciones en torno a estos valores.

- Con saturaciones inferiores al 90 %: Se trata de un enfermo grave, por ejemplo con hipoxia severa. Se debe aplicar oxigenoterapia, tratamiento y traslado al hospital.

- Con saturaciones inferiores a 80 %: Valorar intubación y ventilación mecánica.

- En niños con < 92 %: Remitir al hospital.

## Limitaciones
A pesar de las mejoras tecnológicas recientes, los pulsioxímetros tienen ciertas limitaciones que pueden afectar la exactitud de las mediciones. El personal sanitario debe estar al tanto de ciertas situaciones en las que la lectura del oxímetro podría ser inexacta. Algunas de las más comunes son las siguientes:
- Pacientes con hipoxias graves, con una saturación de oxígeno menor del 80%. Los pulsioxímetros pueden sobreestimar este valor.

- Anemia intensa.

- Perfusión deficiente debido a hipotensión, shock hipovolémico , ambiente frío o insuficiencia cardiaca. Es posible que la máquina no produzca una lectura porque la sangre no llega bien a los dedos (están fríos).

- Presencia de carboxihemoglobina: en las intoxicaciones por monóxido de carbono la lectura está falsamente reducida.

- Presencia de metahemoglobina: en intoxicaciones por tintes de anilina y nitritos la lectura está falsamente reducida.

- Presencia de elementos que dificulten la captación de la emisión, como determinados tipos de laca de uñas, uñas sintéticas, suciedad o la movilización de la pinza de detección.

- En pacientes con la piel oscura se han detectado valores erróneamente altos y una mayor frecuencia de fallos en la detección de la señal.

Actualmente han empezado a aparecer nuevos aparatos capaces de discriminar distintos tipos de hemoglobina, como la carboxihemoglobina, metahemoglobina o hemoglobinas fetales.

### Ventajas y desventajas con respecto a la gasometría
El pulsioxímetro es un método muy útil para el seguimiento, pero no sustituye a la información aportada por una gasometría arterial, mucho más sensible y completa.
Ventajas con respecto a la gasometría arterial:
- Proporciona una monitorización instantánea y continua.

- No invasivo ni doloroso.

- Facilidad de uso.

- Económicamente asequible.

- Portátil y manejable.

Desventajas con respecto a la gasometría arterial:
- No aporta datos sobre la ventilación del paciente.

- No aporta datos sobre el pH.

- Los enfermos críticos suelen tener mala perfusión periférica.